# Дифузійний струм
Дифузі́йний стру́м — електричний струм, викликаний неоднорідністю розподілу
заряду.

## Загальний опис
В основі дифузійного струму лежить хаотичний рух носіїв заряду, при якому вони переходять
із області, де їх більше у область, де їх менше.
Для носіїв заряду із зарядом q
{\displaystyle \mathbf {j} =-qDn\nabla \mu },
де {\displaystyle \mathbf {j} } — густина струму, n — густина носіїв заряду, D — коефіцієнт дифузії, μ — хімічний потенціал.
У випадку, коли носії заряду можна трактувати, як ідеальний газ,
{\displaystyle \mu \propto {\text{ln}}\,n}, і наведена вище формула спрощується до
{\displaystyle \mathbf {j} =-qD\nabla n}.
Дифузійний струм відіграє важливу роль в роботі багатьох напівпровідникових приладів:
діодів, транзисторів. Він виникає у неоднорідних напівпровідниках, наприклад, в p-n переході, у базі транзистора тощо.

## Граничний дифузiйний струм
Постiйне, незалежне вiд потенцiалу значення дифузiйного
струму на певнiй дiлянцi залежностi потенцiал — струм, яке
досягається відповідно до того, як швидкiсть процесу
переносу заряду збiльшується зi змiною прикладеного
потенцiалу.